# Una classe di monelli per Jo
Una classe di monelli per Jo (若草物語 ナンとジョー先生?, Wakakusa monogatari Nan to Jō sensei, lett. "Storia di gioventù - Nan e l'insegnante Jo") è un anime prodotto dalla Nippon Animation nel 1993 in 40 episodi, ispirato al romanzo Piccoli uomini e in parte a I ragazzi di Jo di Louisa May Alcott. Questo anime è il sequel di Una per tutte, tutte per una (ispirato al romanzo Piccole donne sempre della Alcott) del 1987. La serie, è stata trasmessa per la prima volta dalla Fuji Television a partire dal 17 gennaio 1993 e fa parte del progetto World Masterpiece Theater della Nippon Animation. In Italia l'anime è stato trasmesso per la prima volta da Italia 1 nel 1994.

## Trama
La storia inizia dieci anni dopo la conclusione di Una per tutte, tutte per una: la vecchia zia March è morta, e ha donato "Plumfield", la sua villa, alla nipote Jo. La ragazza, dopo aver sposato il professore Fritz Bhaer, ha trasformato Plumfield in un collegio per bambini dove ora abitano Nan, una ragazza pestifera com'era Jo da giovane, l'attaccabrighe Tommy e Rob e Teddy, i due figli di Jo e Fritz. In più oltre ad altri ragazzi, ci sono anche i gemelli Daisy e Demi, figli di Meg, una delle sorelle di Jo, che per assistere il marito John malato di cuore ha mandato i figli in collegio per non togliere loro la possibilità di crescere e studiare felici. Daisy, ha lo stesso carattere tranquillo e introverso della defunta zia Beth, la cui morte viene solamente accennata da Jo nei primi episodi.
Nan è una ragazzina refrattaria alla disciplina e durante una passeggiata per raccogliere bacche con il piccolo Rob che gli era stato affidato dalla madre, si addentra nel folto della foresta contravvenendo alle raccomandazioni di Jo e perdendosi in breve tempo; Nan e Rob verranno trovati solamente il giorno successivo, sani e salvi anche se enormemente spaventati. Jo però ha capito che è arrivato il momento di sedare il comportamento di Nan, invece di aspettare (come ha fatto sua madre con lei) che fosse il tempo a correggerlo. Jo riserverà quindi a Nan una punizione esemplare che non potrà mai scordare: la lega per una gamba al tavolo con una cordicella, impedendole di abbandonare la stanza. Sebbene Nan dopo qualche minuto si accorga di potersi facilmente sciogliere, si rende conto di aver tradito la fiducia dell'insegnante e decide di scontare la pena fino in fondo anche a costo di saltare la cena; Jo capisce che in quei brevi istanti Nan è maturata, è diventata un'altra ragazza che non tradirà mai più la sua fiducia.
Nel collegio col passare del tempo si aggiungeranno Nat, un piccolo violinista di talento e Dan, un ragazzo di 15 anni che si rivela ribelle e restio ad adattarsi alle regole della scuola: un problema per il progetto pedagogico dei due professori.
Tra Dan e Nan, i due "caratteri ribelli" della scuola, si svilupperà subito un profondo rapporto di amicizia, causando la gelosia di Tommy, che forse senza rendersene conto vede in Nan qualcosa di più di un'amica. Ma una notte Dan organizza una piccola festa clandestina in soffitta, invitando Nat e un altro piccolo ospite del collegio a giocare a carte e a fumare sigari: per colpa di un sigaro spento male si svilupperà un grave incendio che distruggerà un'ala della scuola. Il professor Bhaer, contro la volontà di Nan e del figlio Teddy, è costretto a cacciarlo anche se solo temporaneamente e ad affidarlo all'amico dottor Page. Dan ritornerà alla scuola qualche tempo dopo, più maturo e responsabile, dopo aver trovato nello studio della natura uno scopo di vita.
In seguito anche Nat subirà come Nan una punizione esemplare da Fritz, per correggere il suo comportamento incline a mentire agli altri: per ogni bugia detta, Nat avrebbe dovuto colpire violentemente con la bacchetta le mani dell'insegnante. L'esperienza di essere costretto a picchiare un adulto a causa delle proprie malefatte, sconvolgerà il ragazzo a tal punto che da quel momento prometterà di essere sempre sincero.
Ma l'atmosfera serena che si era creata nel collegio viene sconvolta dalla morte di John Brooke, padre di Demi e Daisy, da tempo malato di cuore. L'uomo era ricordato da tutti con affetto e al funerale parteciperà quindi moltissima gente, tra cui i genitori di Jo. Demi e Daisy, dopo un breve soggiorno a casa della madre Meg, ritorneranno a Plumfield dalla zia Jo.
Il tempo passa e i ragazzi stanno diventando grandi e tra poco lasceranno il nido. Il primo a partire è Dan, che si recherà in Brasile con il dottor Page a fare importanti studi naturalistici, ma anche Nan sa che la sua infanzia sta finendo e tra poco diventerà grande.
Dieci anni dopo Nan, coronato il suo sogno di diventare medico, ritorna a Plumfield nei luoghi della sua infanzia per fare visita alla sua insegnante Jo, la sua seconda madre, a cui era rimasta molto legata.

## Personaggi principali
Josephine March (Jo)
Dieci anni dopo la storia raccontata in Una per tutte, tutte per una, Jo si è sposata con Fritz Bhaer ed è la mamma dei piccoli Rob e Teddy. Assieme al marito ha fondato e dirige con metodi didattici innovativi la scuola "Plumfield", una sorta di casa-famiglia dove i due coniugi si prendono cura dei figlioletti e di altri ragazzi, alcuni dei quali "difficili", che sono stati loro affidati. Specialmente, con una punizione esemplare, sederà per sempre il carattere pestifero di Nan, che le dovrà molto per tutta la vita. È anche legata a Demi, il suo nipote, e specialmente a Daisy, che le ricorda la "sua Beth". Doppiata da Eiko Yamada (originale), Dania Cericola (italiano).
Friedrich Bhaer (Fritz)
È il marito di Jo, e insieme a lei trasforma Plumfield in un collegio per ragazzi in cerca di futuro. Il suo progetto pedagogico, all'avanguardia per l'epoca, verrà messo in pericolo dall'arrivo di Dan, un ragazzo "difficile" che causerà un incendio che distruggerà una parte della scuola. Doppiato da Yousuke Akimoto (originale), Marco Balzarotti (italiano).
Annie Harding (Nan)
È la vera protagonista della storia. Ragazzina "terribile" di 12 anni (il giorno del suo arrivo mette la scuola "a ferro e fuoco") è in realtà sensibile e spontanea, proprio come era Jo da piccola. In principio faticherà ad accettare le regole della scuola, ma dopo una punizione esemplare di Jo, imparerà a rispettare la sua insegnante e a vederla quasi come una madre. Tra Jo e la piccola Nan si stabilirà quindi un affetto particolare, che si riannoderà nell'epilogo della storia, quando Nan, ormai adulta e medico affermato, ritornerà nei luoghi dell'infanzia per far visita alla sua insegnante di un tempo. Doppiata da Hazuru Matsukura (originale), Elisabetta Spinelli (italiano).
Margaret Brooke (Daisy)
È la figlia di Margaret (Meg), la sorella di Jo che in "Una per tutte, tutte per una" aveva sposato John Brooke. È molto introversa e dolce come la defunta zia Beth, ed è molto legata per questo alla zia Jo. La sua serenità viene sconvolta dalla morte del padre, che prima di morire chiederà a lei e al fratello Demi di "prendersi cura" della madre. Doppiata da Kae Araki (originale), Marina Massironi (italiano).
John Brooke (Demi)
Assieme alla gemellina è ospite della scuola della zia Jo, ed è un ragazzo come tutti gli altri: non troppo tranquillo, ma neanche troppo pestifero; è comunque molto studioso e interessato. Nel corso della storia perderà il padre, da tempo gravemente malato di cuore, e come ragazzo maschio, avrà il compito di badare alla sorella e alla madre, cercando di seguire, allo stesso tempo, i suoi studi. Doppiato da Kyoko Yamada (originale), Roberta Gallina Laurenti (italiano).
Nathaniel Blake (Nat)
È un ragazzo timido, che viene accolto nella scuola dopo un periodo in cui aveva vissuto per strada. Ottimo suonatore di violino e di animo sensibile, convincerà il suo grande amico Dan ad entrare nella scuola, e cercherà di difenderlo per non farlo cacciare dal collegio. Doppiato da Mariko Ikenoue (originale), Veronica Pivetti (italiano).
Daniel Kean (Dan)
Ha circa 15 anni quando entra a far parte della scuola di Jo. Ha sempre vissuto in strada assieme ad altri teppisti e la vita ha indurito il suo carattere, ma Nan scopre ben presto che in fondo ha un animo buono e generoso. Ragazzo subito problematico per la scuola, rischia di diventare la "mela marcia" che potrebbe fare fallire il progetto pedagogico di Jo e del marito. Dopo aver provocato un grave incendio viene cacciato dalla scuola, nonostante la strenua difesa di Nan, che sa che lui ha rischiato la vita per salvare tutti i bambini dal fuoco. Verrà in seguito accolto nuovamente nella scuola, ormai maturato e consapevole delle proprie responsabilità. Doppiato da Nobutoshi Hayashi (originale), Luigi Rosa (italiano).
Tommy Bangs
È un piccolo attaccabrighe, soprattutto con Nan, ma il suo comportamento nasconde un profondo affetto verso la ragazzina (e forse qualcosa di più). Sarà quindi geloso del rapporto privilegiato che c'è tra Nan e il "cattivo" Dan, ma alla fine tutto si sistema. Doppiato da Minami Takayama (originale), Davide Garbolino (italiano).
Robin e Teddy Bhaer
Sono i figli di Jo e di Fritz. Il piccolo Rob farà presto amicizia con Nan che diventerà quasi la sua sorella maggiore, mentre Teddy si legherà al "cattivo" Dan contribuendo a modificare il suo carattere da ribelle a persona responsabile. Robin è doppiato da Emanuela Pacotto (italiano).

## Differenze tra i romanzi e la serie animata
- Nei libri, Nat e Dan arrivano a Plumfield qualche tempo prima di Nan, che viene introdotta soltanto verso metà racconto.
- Nat è analfabeta nella serie animata ed impara a leggere e scrivere solo dopo essere arrivato a Plumfield; nei libri, Nat sa già leggere, anche se non molto bene, ed è semplicemente un po' indietro rispetto agli altri ragazzi.
- Nan, nella serie animata, è una dei personaggi principali e la storia è incentrata soprattutto su di lei. Nei libri, invece, manca un vero e proprio protagonista e tutti i ragazzi hanno la stessa importanza.
- Il primo e l'ultimo episodio della serie animata vedono come protagonista Nan, adulta e ormai medico affermato, che torna a Plumfield per fare visita a Jo e ricorda i giorni felici passati alla scuola, rendendo così l'intero cartone un flashback. Questo non accade nei libri.
- Emil e Franz, nei libri, sono nipoti di Fritz e sono fratelli. Ciò non è spiegato nella serie animata, sebbene sia intuibile dal fatto che entrambi si riferiscono ai signori Bhaer chiamandoli "zio Fritz" e "zia Jo".
- Nella serie animata non compaiono i personaggi di Dick Brown, Adolphus "Dolly" Pettingill e Billy Ward, tre alunni di Plumfield presenti invece nei libri. Mancano anche i personaggi di Bess, figlia di Laurie ed Amy March, e della bambinaia Hummel.
- Dan, nella serie animata, scappa dal dottor Page dopo essere stato assalito da alcuni teppisti che gli sparano, ferendolo ad una gamba. Nei libri, il ragazzo fugge spinto dal desiderio di tornare a Plumfield e si rompe un piede cadendo da un muretto.
- Nella serie animata, Nan, rimasta molto scossa dalla morte di John Brooke, considera di abbandonare l'idea di diventare un medico. Nei libri ciò non accade ed è descritto soprattutto il cambiamento di Demi in seguito alla morte del padre.

## Canzoni e sigle
Sigla iniziale giapponese
Ashita mo otenki è interpretata da Akiko Kosaka
Sigla finale giapponese
Aozora no Ding-Dong è interpretata da Kaoru Ito e The Mori no Ki
Coro dei bambini
Aozora no Ding-Dong è interpretata da Kaoru Itoh
Sigla iniziale e finale italiana
Una classe di monelli per Jo, musica di Valeriano Chiaravalle, testo di Alessandra Valeri Manera è interpretata da Cristina D'Avena

## Censure e tagli
Nel finale dell'episodio 16 (La festa) nella casa-scuola di Jo si sviluppa un incendio causato da alcuni sigari accesi portati di nascosto da Dan. I primi 9 minuti e 20 secondi dell'episodio successivo (Addio Dan) con le immagini del devastante incendio e delle sue gravi conseguenze per i piccoli residenti, nella edizione italiana Mediaset sono stati censurati. L'episodio inizia quindi circa a metà di quello originale, con Nan sul tetto della casa che tenta disperatamente di evitare che Dan venga cacciato. Il 3 aprile 2011, Mediaset ha trasmesso per intero l'episodio (Addio Dan) senza censure e tagli sul canale Hiro.

## Doppiaggio
| Personaggio | Doppiatore originale | Doppiatore italiano |
| ----------- | -------------------- | ------------------- |
| Nan         | Hazuru Matsukura     | Elisabetta Spinelli |
| Jo          | Eiko Yamada          | Dania Cericola      |
| Fritz       | Yousuke Akimoto      | Marco Balzarotti    |
| Nat         | Mariko Ikenoue       | Veronica Pivetti    |
| Emil        | Hiro Yūki            | Felice Invernici    |
| Dan         | Nobutoshi Hayashi    | Luigi Rosa          |
| Tommy       | Minami Takayama      | Davide Garbolino    |

## Episodi
| Nº | Titolo italiano Giapponese 「Kanji」 - Rōmaji | In onda           | In onda |
| Nº | Titolo italiano Giapponese 「Kanji」 - Rōmaji | Giapponese        |         |
| 1  | La scuola di Jo 「プラムフィールドへようこそ」 - puramufirudo heyōkoso | 17 gennaio 1993   |         |
| 1  | Sono passati dieci anni dalla conclusione di Una per tutte, tutte per una. Jo March, ormai adulta, è diventata un'insegnante ed ha sposato un professore tedesco, Fritz Bhaer. La vecchia zia March è morta ed ha lasciato la propria villa, Plumfield, in eredità a Jo, che l'ha trasformata in un collegio che dirige assieme a Fritz. Gli allievi sono i gemelli Daisy e Demi (figli di Meg March e John Brooke), i monelli Tommy, Jack, Ned e Stuffy, i più maturi Franz ed Emil ed infine Rob e Teddy, i figli di Jo e Fritz. L'episodio inizia con Jo e Fritz che accolgono a Plumfield una nuova allieva, Nan, un'autentica piccola peste che come prima cosa si azzuffa con gli altri ragazzi. Jo riconosce in Nan la stessa irruenza e l'istinto di ribellione che aveva lei da giovane e accoglie con entusiasmo la prospettiva di educare la terribile bambina. Nan, dal canto suo, è stupita dall'atmosfera lieta che trova a Plumfield e non vede l'ora di scoprire cosa le riserverà il futuro.                                                                              |                   |         |
| 2  | Una lezione speciale 「川と野原はステキな教室!!」 - kawa to nohara ha suteki na kyōshitsu !! | 24 gennaio 1993   |         |
| 2  | Jo punisce Nan per la zuffa assegnandole un compito molto particolare: dovrà tenere un'ora di lezione a tutti gli altri ragazzi su un argomento a propria scelta. L'intenzione di Jo è stimolare l'intelligenza e la creatività di Nan, ma soprattutto aiutarla a fare amicizia con gli altri ragazzi. Nan decide di fare la propria lezione parlando dei fiori e aiutandosi con i propri disegni; la lezione va molto bene e i ragazzi di Plumfield, ammirati, accolgono finalmente Nan tra loro. |                   |         |
| 3  | La raccolta dei lamponi 「イチゴつみと黒い森」 - ichigo tsumito kuroi mori | 31 gennaio 1993   |         |
| 3  | Jo concede ai ragazzi un pomeriggio libero per andare a raccogliere lamponi. Rob vuole a tutti i costi andare assieme a loro e Nan si offre di badare a lui; Jo decide di fidarsi e le affida il figlio, facendole però promettere di non allontanarsi dalla proprietà. Nan, però, disobbedisce e si inoltra nel bosco oltre Plumfield portando Rob con sé. Un temporale improvviso costringe i ragazzi a rientrare prima del previsto, ma Nan e Rob si perdono e non riescono a tornare indietro; quando si accorgono della loro scomparsa, Jo, Fritz, Emil e Franz si mettono subito alla loro ricerca. |                   |         |
| 4  | Un dono prezioso 「約束の小箱」 - yakusoku no shō hako | 7 febbraio 1993   |         |
| 4  | Jo riesce a trovare Nan e Rob, per fortuna sani e salvi. La donna, però, è rimasta molto delusa dal comportamento di Nan e quando sente la ragazzina vantarsi della bravata con i compagni decide che è arrivato il momento di prendere provvedimenti e le infligge una punizione molto severa: la lega ad un tavolo con una cordicella e le impone di non lasciare la stanza finché non avrà compreso la gravità di ciò che ha fatto. Nan si accorge quasi subito di potersi liberare facilmente, ma capisce anche di aver tradito la fiducia di Jo e decide di scontare di sua volontà l'intera punizione, restando nella stanza per tutto il giorno. Al suo ritorno, Jo trova Nan profondamente pentita, e la perdona. Jo racconta a Nan che da bambina era uno spirito ribelle proprio come lei e subì la stessa punizione per aver disobbedito alla madre, ma capì anche che il vero castigo fu rendersi conto del dolore e dell'angoscia che il suo comportamento avevano causato; Nan si rende conto che Jo tiene molto a lei e impara a rispettare e a volere bene all'insegnante. |                   |         |
| 5  | Il piccolo violinista 「小さなバイオリン弾き」 - chiisa na baiorin hiki | 14 febbraio 1993  |         |
| 5  | A Plumfield arriva un nuovo allievo, Nat, un orfanello che dalla morte dei genitori ha vissuto per strada suonando il violino finché lo strumento non gli è stato tolto, impedendogli di guadagnarsi da vivere. Il bambino rimane stupito dall'atmosfera allegra e amichevole che trova a Plumfield e soprattutto dalla gentilezza e dal calore che tutti dimostrano nei suoi confronti; infine, Nat decide di accettare la sua nuova casa e ringrazia tutti suonando per loro un vecchio violino regalatogli da Fritz. |                   |         |
| 6  | Tommy Bangs e Soci 「トミーバングズ商会」 - tomibanguzu shōkai | 21 febbraio 1993  |         |
| 6  | Nat comincia ad adattarsi alla vita a Plumfield e stringe amicizia con Tommy e Nan. Tutto sembra andare per il meglio finché anche per Nat è tempo di prendere parte alle lezioni: Nat è molto a disagio in classe e Fritz capisce che il bambino si vergogna perché è analfabeta. Fritz lo incoraggia a non arrendersi e per dimostrargli che il suo problema non lo rende né diverso né meno intelligente, gli assegna un piccolo orto da coltivare, proprio come a tutti gli altri ragazzi. Nat si sente finalmente accettato e promette a Fritz di fare del suo meglio. |                   |         |
| 7  | Leggere... che passione! 「僕はロビンソン・クルーソー」 - bokuha robinson . kuruso | 28 febbraio 1993  |         |
| 7  | Nat si impegna al massimo per imparare a leggere e a scrivere, ma si scoraggia quando gli altri ragazzi scoprono il suo segreto e lo prendono in giro. Fritz rimprovera i ragazzi ricordando loro che l'importante è non perdere mai il desiderio di apprendere cose nuove; i ragazzi, allora, decidono di aiutare Nat a studiare assieme a loro e Nan gli regala una copia di Robinson Crusoe. Nat, spronato da Nan e da tutti gli altri ragazzi, si esercita nella lettura sul suo nuovo libro e alla fine, dopo molti sforzi, impara a leggerlo da solo. Alla fine dell'episodio, Nat scrive un biglietto per Jo in cui ringrazia lei, Fritz e tutti i suoi nuovi amici per tutto quello che hanno fatto per lui. |                   |         |
| 8  | La prima torta di zucca 「はじめてのパンプキンパイ」 - hajimeteno panpukinpai | 7 marzo 1993      |         |
| 8  | Daisy è triste perché non ha nessuno con cui giocare: l'unica altra bambina di Plumfield è Nan e Daisy sente di non avere abbastanza in comune con lei per riuscire a diventare sua amica. Daisy si confida con Jo e la zia trova una soluzione molto originale: fa costruire nella stanza di Nan e Daisy un piccolo forno a legna e incoraggia le due bambine a cucinare insieme. Nan e Daisy accolgono con entusiasmo la proposta e si danno da fare per preparare una torta di zucca; sfortunatamente, nonostante Nan e Daisy facciano del loro meglio, tutti i loro tentativi falliscono miseramente. Le due bambine, però, si sono divertite così tanto che alla fine della giornata sono ormai grandi amiche. |                   |         |
| 9  | L'orsacchiotto di peluche 「おもちゃの国の贈り物」 - omochano kuni no okurimono | 14 marzo 1993     |         |
| 9  | I ragazzi di Plumfield raccolgono alcuni giocattoli rotti per ripararli e regalarli ai poveri. Nan si occupa di rammendare un vecchio orsacchiotto di peluche e Tommy, per farle uno scherzo, le porta via le forbici; Nan, tentando di riprendersele, cade e si fa male. Tommy si pente subito della marachella, ma non sa come fare per scusarsi e decide di regalare a Nan un carillon fatto da lui; all'ultimo momento, però, Tommy non trova il coraggio di darle il regalo. Come se ciò non bastasse, Teddy e Rob rovinano l'orsacchiotto che Nan aveva rimesso a nuovo e la ragazzina accusa Tommy, che si prende la colpa al posto dei due bambini. Jo fa avere il carillon a Nan e quest'ultima capisce che l'amico voleva scusarsi con lei e che non è stato lui a rompere l'orsacchiotto. Nan va da Tommy per dirgli che lo ha perdonato e lo trova intento a rammendare l'orsacchiotto; i due ragazzi tornano così amici. |                   |         |
| 10 | Guerra in pigiama 「パジャマで大戦争」 - pajama de daisensō | 21 marzo 1993     |         |
| 10 | Jo si accorge di non riuscire a mantenere la disciplina a Plumfield e decide di lasciare piena libertà ai ragazzi affinché si rendano conto che le regole sono necessarie ai fini di una convivenza felice. I ragazzi, inizialmente entusiasti, pian piano capiscono di aver deluso Jo e decidono di essere d'ora in avanti obbedienti per non dare altri dispiaceri alla loro insegnante. Jo, felice del risultato ottenuto, decide di premiare la maturità dimostrata dai ragazzi e concede loro una sera alla settimana per giocare alla guerra con i cuscini. |                   |         |
| 11 | Dan, il ribelle 「街から来た無法者ダン」 - machi kara kita muhōsha dan | 18 aprile 1993    |         |
| 11 | Nan e Nat vanno a Boston assieme a Laurie per assistere ad un concerto. In città, Nan si imbatte in Dan, un ragazzo che vive per strada e amico di Nat. Dan è scontroso e maleducato, ma Nat assicura che sotto la scorza il ragazzo nasconde un cuore d'oro e cerca di convincere Jo ad accoglierlo a Plumfield; la donna è perplessa, ma accetta di dare a Dan una possibilità. |                   |         |
| 12 | Dan, il cattivo 「プラムフィールドの嵐」 - puramufirudo no arashi | 25 aprile 1993    |         |
| 12 | Jo concede a Dan di restare a Plumfield in prova per un paio di giorni, ma è preoccupata per il carattere difficile del ragazzo. In effetti, Dan, abituato alla vita di strada, tratta tutti con ostilità e diffidenza e dà una pessima impressione di sé; Jo, però, intuisce che Dan non è cattivo come vuole sembrare ed è fiduciosa che alla fine tutto si sistemerà. |                   |         |
| 13 | La lotta 「決闘！エミルが怒った」 - kettō ! emiru ga ikatta | 2 maggio 1993     |         |
| 13 | Dan continua a comportarsi male, ma Jo è serena ed è convinta che presto cambierà atteggiamento. Il ragazzo sembra infastidito soprattutto dalla gentilezza che Jo, nonostante tutto, continua a mostrare verso di lui; all'ennesimo sgarbo di Dan nei confronti della donna, Emil si infuria e si azzuffa con lui. Jo non perde la pazienza neppure questa volta e spiega a Dan di essere così sicura della sua bontà d'animo che niente di ciò che il ragazzo potrà dire o fare riuscirà a farle cambiare idea. Dan, colpito, capisce che Jo è sincera e decide di restare a Plumfield. |                   |         |
| 14 | Il segreto di Dan e Teddy 「ダンとテディの秘密」 - dan to tedei no himitsu | 9 maggio 1993     |         |
| 14 | Dan è cambiato dopo la zuffa e inizia a trattare con più rispetto sia Jo che i ragazzi, anche se continua ad essere molto scontroso. Il ragazzo si affeziona al piccolo Teddy e quando il bambino rischia di farsi male nel tentativo di recuperare il suo aquilone, Dan corre ad aiutarlo; Nan assiste alla scena ed è costretta ad ammettere che Dan non è poi così cattivo come pensava. |                   |         |
| 15 | La corrida 「バタカップ大騒動」 - batakappu oosōdō | 23 maggio 1993    |         |
| 15 | Fritz sorprende Dan e Tommy a chiacchierare durante la lezione e li punisce imponendo loro di aggiustare uno steccato; a metà del lavoro, però, i due ragazzi si allontanano per raggiungere i compagni al fiume. Franz riferisce la cosa a Fritz, che inizia a temere che Dan abbia una pessima influenza sugli altri ragazzi. Dan coinvolge i compagni in una corrida usando una delle mucche di Plumfield, ma senza volerlo fanno del male alla povera bestia. Fritz decide di cacciare Dan, ma Jo riesce a convincerlo a cambiare idea. Il ragazzo, pentito, promette di comportarsi meglio e come prova di buona volontà accetta di occuparsi della mucca ferita. |                   |         |
| 16 | La festa 「学校が燃える!」 - gakkō ga moe ru ! | 30 maggio 1993    |         |
| 16 | Dan sta cominciando finalmente ad integrarsi a Plumfield, ma Jo è dispiaciuta perché non riesce ancora a comunicare con lui; la donna è comunque fiduciosa che prima o poi anche Dan vorrà aprirsi con lei. Dan approfitta dell'assenza di Fritz per organizzare un festino segreto con Nat e Tommy e si procura un sigaro e del vino; Tommy, accidentalmente, si addormenta con il sigaro acceso e la casa prende fuoco. |                   |         |
| 17 | Addio Dan 「さよならダン」 - sayonara dan | 6 giugno 1993     |         |
| 17 | Dan rischia la vita per salvare dalle fiamme Demi e Tommy, mentre gli adulti riescono a domare l'incendio. Nonostante i compagni difendano strenuamente Dan per il suo comportamento eroico, Fritz è costretto ad allontanare temporaneamente il ragazzo da Plumfield e lo affida ad un suo amico naturalista, il dottor Page, nella speranza che Dan possa un giorno fare ritorno cambiato e maturato. |                   |         |
| 18 | Arriva la mamma 「ママがやって来た」 - mama gayatte kita | 13 giugno 1993    |         |
| 18 | Stuffy continua ad ingrassare e Jo e Fritz lo esortano a mangiare in modo più sano e fare movimento. Gli altri ragazzi prendono a cuore il problema di Stuffy e si impegnano ad aiutarlo a dimagrire. Stuffy, ovviamente, non si trova affatto bene con il nuovo regime e scrive alla madre una lettera in cui, senza volerlo, esagera la situazione; la madre si convince così che Stuffy sia maltrattato e si presenta a Plumfield per riportare il figlio a casa. Jo, parlando con lei, capisce che il vero problema di Stuffy è che la madre lo ha sempre viziato; alla fine, Stuffy trova il coraggio per ribellarsi e rimane a Plumfield, deciso a diventare indipendente e sicuro di sé. |                   |         |
| 19 | La festa danzante 「舞踏会へようこそ」 - butōkai heyōkoso | 20 giugno 1993    |         |
| 19 | Nan e Daisy organizzano una festa danzante a cui invitano Nat, Tommy e Demi. La festa va male a causa di Tommy e soprattutto dei suoi consigli sbagliati a Demi e Nat. Jo punisce la maleducazione dei tre ragazzi proibendo loro di giocare con Nan e Daisy fino a nuovo ordine. Nat, Tommy e Demi, pentiti, ne parlano con Fritz, il quale, d'accordo con Jo, consiglia loro di organizzare una festa per le ragazze. L'idea funziona e le bambine perdonano i tre amici. |                   |         |
| 20 | Cosa vuoi fare da grande? 「大きくなったら何になる?」 - ooki kunattara nani ninaru ? | 27 giugno 1993    |         |
| 20 | I ragazzi discutono su cosa faranno da grandi; Nan esprime il desiderio di diventare fuochista, ma non viene presa sul serio dai compagni, che cercano di convincerla che si tratta di un lavoro da uomini. Nan, testarda come al solito, sale di nascosto su un treno per dimostrare agli altri che si sbagliano. I ragazzi avvertono subito Jo, che al termine di un rocambolesco inseguimento riesce a salvare Nan che stava precipitando sui binari. |                   |         |
| 21 | La bugia 「先生をぶちなさい!」 - sensei wobuchinasai ! | 11 luglio 1993    |         |
| 21 | Fritz si accorge che Nat ha il brutto vizio di raccontare bugie e all'ennesima frottola lo punisce molto severamente: per ogni nuova bugia che Nat racconterà, il ragazzino dovrà percuotere le mani di Fritz con una riga di legno. L'intenzione di Fritz è che Nat capisca che mentire fa sempre soffrire gli altri, non importa quale sia il motivo. Nat ubbidisce, ed è così sconvolto all'idea di fare del male all'insegnante da imporre a se stesso di dire sempre la verità. |                   |         |
| 22 | La lettera del dott. Page 「ページさんからの手紙」 - peji sankarano tegami | 1º agosto 1993    |         |
| 22 | Jo è felice di come stanno crescendo Nan, Tommy e gli altri, ma è triste per l'assenza di Dan, che considera uno dei suoi ragazzi. Il dottor Page scrive a Jo e Fritz per metterli al corrente dei progressi di Dan: il ragazzo è molto maturato ed ora si è dedicato allo studio della natura, trovando finalmente uno scopo nella vita. Dan, da parte sua, sente sempre di più la mancanza di Plumfield. Una notte, il ragazzo viene sorpreso da alcuni teppisti con cui si era scontrato a Boston e uno di essi gli spara per vendicarsi. In quello stesso momento, a Plumfield, Jo si sveglia in preda al panico: sente che qualcosa di grave è accaduto ad uno dei suoi ragazzi. |                   |         |
| 23 | Ritorno a sorpresa 「誰もいない庭」 - daremo inai niwa | 8 agosto 1993     |         |
| 23 | Jo e Fritz ricevono una lettera dal dottor Page che li informa che Dan è scomparso. Qualche sera dopo, Jo trova Dan, ferito e allo stremo delle forze, nascosto vicino a Plumfield e lo porta in casa per curarlo. La donna capisce che Dan è tornato per restare e convince Fritz a dargli una possibilità. Dan confessa a Jo di vergognarsi per come si è comportato, soprattutto verso Fritz, ma la donna, con un sorriso, si limita a dargli il bentornato a casa. Dan ringrazia Jo e rivela di considerarla come una madre; Jo, commossa, rimane accanto a lui, vegliandolo per tutta la notte. |                   |         |
| 24 | Un nuovo inizio 「素直になれなくて」 - sunao ninarenakute | 15 agosto 1993    |         |
| 24 | Jo si prende cura di Dan, ancora convalescente, mentre tutti gli altri ragazzi danno il bentornato al loro amico. Dan, però, non riesce a trovare il coraggio per scusarsi con Fritz; alla fine, il ragazzo, con l'aiuto di Nan e Teddy, riesce a parlare con il professore, che lo perdona. L'episodio si chiude con Dan che scrive una lettera al dottor Page per ringraziarlo di tutto quello che ha fatto per lui ed informarlo che intende ricominciare una nuova vita a Plumfield. |                   |         |
| 25 | Facciamo un museo! 「博物館を作ろう」 - hakubutsukan wo tsukuro u | 22 agosto 1993    |         |
| 25 | Laurie, incuriosito dal nuovo interesse di Dan per la natura, gli regala un manuale su piante e insetti e lo incoraggia a creare un museo di scienze naturali a Plumfield. La proposta è accolta con entusiasmo da tutti i ragazzi e anche da Jo e Fritz. Gli adulti si occupano di creare gli spazi rimettendo a nuovo le vecchie stalle di Plumfield, mentre i ragazzi portano il materiale da esporre. Il museo viene chiamato "Laurence" in onore di Laurie e Dan è nominato direttore. |                   |         |
| 26 | Amicizia o denaro? 「泥棒は僕じゃない!」 - dorobō ha boku janai ! | 29 agosto 1993    |         |
| 26 | Tommy sta risparmiando per comprare un regalo per Nat, ma qualcuno ruba il denaro; i sospetti cadono proprio su Nat perché Nan lo ha visto con in mano il salvadanaio di Tommy poco prima che avvenisse il furto. Nat nega di essere il ladro e Jo e Fritz sono convinti della sua innocenza, ma ormai la diffidenza si è diffusa tra i ragazzi e l'unico tra loro a difendere Nat è Dan. Gli adulti sono preoccupati, ma Jo decide di avere fiducia nei ragazzi e convince Fritz ad aspettare che le cose si risolvano da sé. |                   |         |
| 27 | Un'amicizia spezzata 「ひび割れた友情」 - hibi ware ta yūjō | 5 settembre 1993  |         |
| 27 | Nat è sempre più isolato dagli altri ragazzi. Oltre a Dan, soltanto Daisy crede alla sua innocenza e Nat le confessa di essere stato tentato di rubare i soldi e che per questo si ritiene colpevole come se avesse commesso davvero il furto. Ned è convinto che il ladro sia Dan e che Nat lo stia coprendo; Nat, però, è fermamente convinto dell'innocenza dell'amico. Dan è sempre più strano e una sera scende in città senza avvisare nessuno; Jo, preoccupata, prega che il ladro non sia lui. |                   |         |
| 28 | Il biglietto misterioso 「告白の置き手紙」 - kokuhaku no okitegami | 12 settembre 1993 |         |
| 28 | Dan torna dal suo viaggio in città cupo e rattristato. Il giorno dopo, Tommy ritrova il denaro e capisce che non era stato Nat a rubarlo. Tutto sembra risolto, ma si scopre che è stato Dan a far trovare a Tommy i soldi e che li ha racimolati vendendo il libro che Laurie gli aveva regalato: il ladro, quindi, sembra essere proprio lui. Jo e Fritz sono sconvolti, ma la donna sente che qualcosa non quadra. Un biglietto trovato da Fritz chiarisce tutto: il ladro non è Dan, bensì Jack. Il ragazzino, pentito, ha lasciato Plumfield, ma prima ha scritto il biglietto per scusarsi e scagionare Dan. Jo capisce che Dan ha mentito, assumendosi la colpa del furto, per aiutare Nat, e lo perdona. |                   |         |
| 29 | Forza ragazze! 「男の子には負けない!」 - otokonoko niha make nai ! | 19 settembre 1993 |         |
| 29 | I ragazzi fondano un club in cui sono ammessi soltanto i maschi; Nan e Daisy, allora, decidono di creare un gruppo esclusivo per le femmine. Jo coglie l'occasione per spiegare agli allievi il concetto dell'uguaglianza di genere e organizza una partita di baseball in cui schierare femmine contro maschi. Nonostante l'enorme impegno delle ragazze, la partita è vinta dai maschi, ma Jo osserva che tutti quanti hanno saputo dare il massimo, senza distinzione di genere, ed è questo che prova l'uguaglianza tra maschi e femmine. |                   |         |
| 30 | Nozze difficili 「小さなウェディングベル」 - chiisa na uedeinguberu | 26 settembre 1993 |         |
| 30 | Nat ha una cotta per Daisy ed è ricambiato; nessuno dei due, però, ha il coraggio di confessare i propri sentimenti. Nan cerca di aiutarli, ma, a causa di un suo consiglio avventato, Nat offende Daisy; Nan, allora, organizza loro una cerimonia di nozze per aiutarli a tornare amici. Jo aiuta Nat a fare chiarezza nei propri sentimenti e grazie a lei, Nat e Daisy fanno pace. |                   |         |
| 31 | Una prova d'amicizia 「素敵な5ドルの使い方」 - suteki na 5 doru no tsukaikata | 17 ottobre 1993   |         |
| 31 | Jack torna a Plumfield, ma teme che i compagni non lo accetteranno dopo quello che ha fatto. Fritz chiede ai ragazzi di aiutare Jack a reinserirsi, ma per tutti loro è molto difficile; Dan e Tommy, in particolare, non l'hanno mai perdonato del tutto. Alla fine, grazie all'impegno di tutti, Jack viene di nuovo accettato nel gruppo. |                   |         |
| 32 | La vera vocazione di Nan 「私、お医者さんになる!」 - watashi , o isha sanninaru ! | 24 ottobre 1993   |         |
| 32 | Nan vuole diventare medico e Jo le presta alcuni testi di medicina, raccomandandole di studiarli con attenzione; Nan, però, è convinta di conoscere già tutto quello che le serve sapere e fa di testa propria. Jo la sorprende a preparare un decotto di erbe e si procura una brutta scottatura per proteggere Nan dal tegame bollente che stava per caderle addosso; Nan si spaventa a tal punto che Jo non ha cuore di punirla. La ragazzina, pentita, capisce finalmente che la medicina è una cosa molto seria e promette a Jo di studiare con impegno per diventare un bravo medico. |                   |         |
| 33 | La promessa 「お父さんとの約束」 - o tōsan tono yakusoku | 31 ottobre 1993   |         |
| 33 | Jo, Nan, Tommy, Nat e Dan sono invitati a casa Brooke per festeggiare il compleanno di Demi e Daisy. John è malato di cuore e chiede a Demi di promettergli che si occuperà di Meg, Daisy e della sorellina minore Josie; Demi acconsente, felice che il padre riponga tanta fiducia in lui, ma è anche preoccupato per la salute del genitore. |                   |         |
| 34 | Tragedia nella notte 「雪の日の使者」 - yuki no nichi no shisha | 7 novembre 1993   |         |
| 34 | John muore improvvisamente. La notizia lascia sconvolti i ragazzi di Plumfield, in particolare Nan. |                   |         |
| 35 | La tempesta di neve 「吹雪の中で」 - fubuki no naka de | 14 novembre 1993  |         |
| 35 | Nan si ammala di polmonite e una notte scappa da Plumfield proprio mentre sta imperversando una terribile bufera di neve; per fortuna, Jo riesce a trovarla e a riportarla a casa. Nan confessa di averlo fatto per andare a parlare con il dottore e chiedergli perché non ha salvato John: ciò che è successo ha fatto perdere a Nan la fiducia nella medicina, oltre che ricordarle la morte della madre, perita a causa della stessa malattia. Nan si riprende grazie alle cure di Jo e del dottore; la ragazzina, così, capisce che la medicina, pur non essendo infallibile, è comunque in grado di salvare molte vite e decide di realizzare il proprio sogno di diventare medico in memoria di John. |                   |         |
| 36 | Dan e il cavallo selvaggio 「ダンの荒馬ならし」 - dan no kō uma narashi | 21 novembre 1993  |         |
| 36 | Dan ha troppa energia repressa e non trova il modo per sfogarsi. L'occasione si presenta quando a Plumfield arriva un cavallo nuovo, acquistato da Laurie: l'animale è allo stato brado e Dan decide di domarlo lui stesso. I tentativi del ragazzo falliscono uno dopo l'altro, ma Dan non si dà per vinto e alla fine, grazie anche all'aiuto di Nan, riesce nell'intento. Gli adulti rimangono molto colpiti e Jo riconosce che badare ai ragazzi di Plumfield non è molto diverso dal domare un animale selvatico: occorrono pazienza, umiltà e determinazione. |                   |         |
| 37 | Diventar grandi... 「旅立ちへの予感」 - tabidachi heno yokan | 28 novembre 1993  |         |
| 37 | I ragazzi cominciano a rendersi conto che sta per arrivare il momento di lasciare Plumfield, ma Nan non riesce ad accettare del tutto l'idea. Jo e Fritz informano Tommy che il padre intende iscriverlo ad una scuola di Boston dove proseguire gli studi e il ragazzino non la prende bene. Il dottor Page offre a Dan la possibilità di seguirlo in Brasile per uno studio naturalistico: il ragazzo è felice, ma è combattuto tra il desiderio di partire e la tristezza al pensiero di lasciare Plumfield. |                   |         |
| 38 | Tempo di decisioni 「それぞれの決心」 - sorezoreno kesshin | 5 dicembre 1993   |         |
| 38 | Tommy, che sogna da sempre di diventare abile negli affari come il padre, considera la possibilità di studiare a Boston e decide di accettare l'opportunità che il padre gli offre. Dan non ha ancora deciso se accettare la proposta del dottor Page; Jo lo rassicura che lei approverà la sua scelta, qualunque essa sia, ma gli consiglia anche di non prendere decisioni affrettate. Nan, dal canto suo, non vuole che Dan se ne vada, ma il dottor Page le spiega che è normale desiderare di fare nuove esperienze e che anche Nan, un giorno, vorrà trovare la propria strada nel mondo. L'episodio si chiude con Dan che decide di partire e restituisce a Nan un anello giocattolo che lei gli aveva regalato con la promessa di non lasciare mai Plumfield: Nan è triste, ma accetta l'idea. |                   |         |
| 39 | Jo e la bicicletta 「おてんばジョー自転車に乗る」 - otenba jo jitensha ni noru | 12 dicembre 1993  |         |
| 39 | Nan ha accettato il fatto che Dan e Tommy stanno per andarsene e decide di seguire il loro esempio, andando a studiare all'università per diventare un bravo medico. La ragazzina è molto delusa quando scopre che alle donne è preclusa la possibilità di ottenere borse di studio e chiede al sindaco di permetterle di sostenere la prova per l'assegnazione, venendo però crudelmente derisa. Jo, oltraggiata, prende le difese dell'allieva e per dimostrarle il suo sostegno decide di imparare ad andare in bicicletta (all'epoca un lusso riservato ai soli uomini). La cosa si rivela più difficile del previsto, ma Jo non si perde d'animo e Nan, contagiata dall'entusiasmo dell'insegnante, decide di impegnarsi al massimo per diventare medico nonostante tutte le difficoltà che potrà incontrare. |                   |         |
| 40 | Plumfield addio 「さよならプラムフィールド」 - sayonara puramufirudo | 19 dicembre 1993  |         |
| 40 | È arrivato il giorno della partenza di Dan. Jo e Fritz esprimono tutto il loro orgoglio per lui e la speranza che anche gli altri ragazzi di Plumfield sapranno trovare la propria strada una volta lasciata la scuola; i ragazzi, commossi, ringraziano Jo e suo marito per tutto ciò che hanno saputo fare per loro. Jo è malinconica, ma sa che dopo che i suoi ragazzi se ne saranno andati ne arriveranno altri ed il suo lavoro è appena cominciato. Al momento della partenza, Nan restituisce a Dan l'anello giocattolo che gli aveva regalato e gli augura buona fortuna. Dieci anni dopo, Nan, ormai adulta, ha realizzato il proprio sogno di diventare medico e torna a Plumfield a visitare la sua antica insegnante Jo, che l'accoglie a braccia aperte. |                   |         |